# Adnan Khashoggi

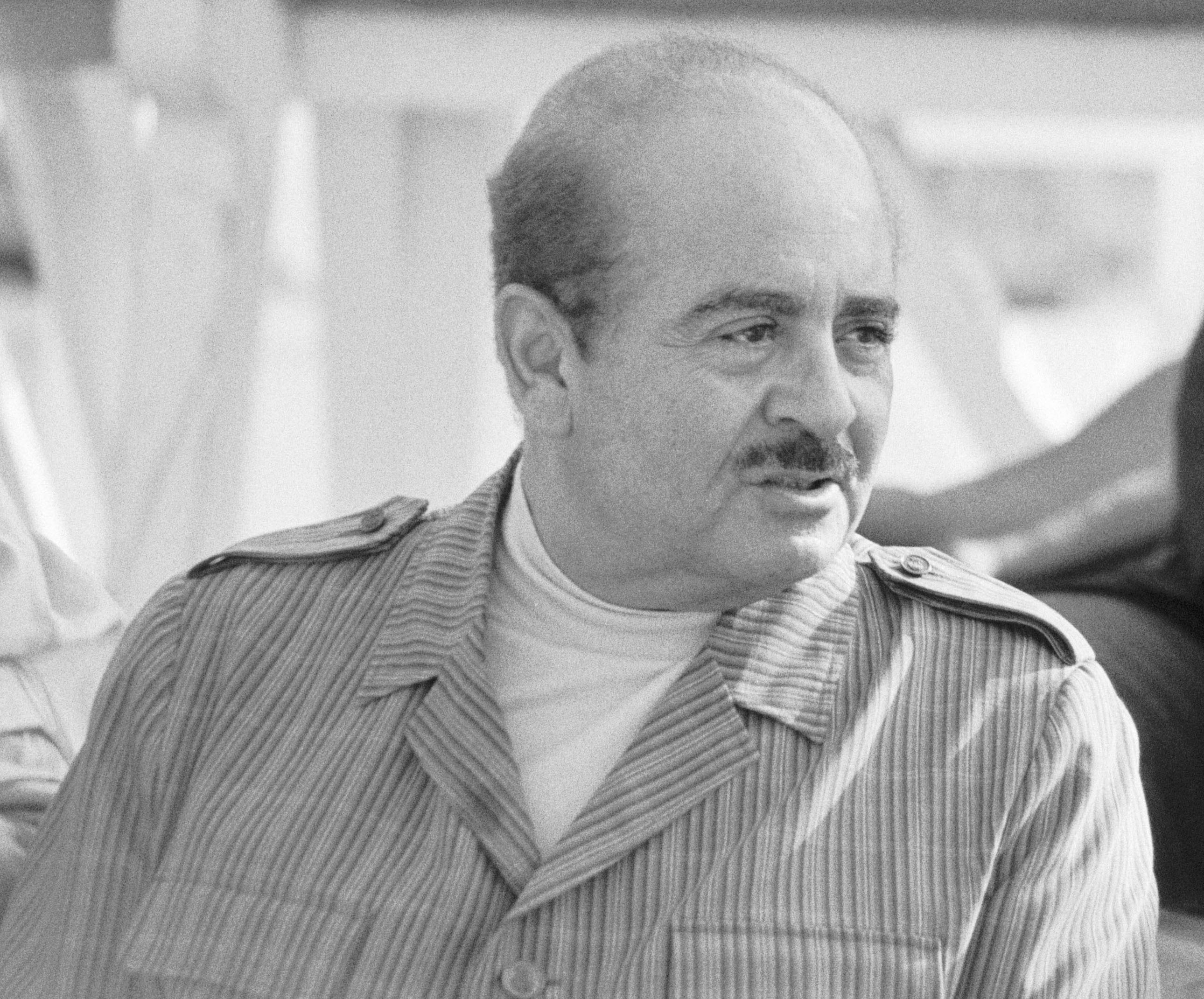
Khashoggi in de jaren 1980

Adnan Khashoggi (Arabisch: عدنان خاشقجي) (Mekka, 25 juli 1935 - Londen, 6 juni 2017) was een Saoedi-Arabische wapenhandelaar die betrokken was bij de Iran-Contra-affaire en de Lockheed-affaire. Begin jaren 1980 was hij een van de rijkste mensen ter wereld, met een geschat vermogen van 2 tot 4 miljard Amerikaanse dollar.

## Biografie

### Jonge jaren
Khashoggi's vader Muhammad Khashoggi was de lijfarts van koning Abdoel Aziz al Saoed. Zijn familie was van Turkse afkomst.
Hij studeerde aan Victoria College in Alexandrië en de Amerikaanse universiteiten California State University - Chico, Ohio State University en Stanford.

### Wapenhandelaar
Khashoggi was vanaf de jaren 1960 actief als wapenhandelaar, vooral als tussenpersoon bij transacties tussen Amerikaanse wapenproducenten en de Saoedi-Arabische regering. De schrijver Said Aburish, geïnterviewd in de Britse documentaireserie The Mayfair Set (1999), zei dat een van Khashoggi's eerste wapentransacties in 1963 plaatsvond, toen hij de Britse officier David Stirling van wapens voorzag voor een geheime missie tijdens de anti-Britse opstand die dat jaar in het huidige Jemen uitbrak.
Onder Khashoggi's klanten bevonden zich de defensiebedrijven Lockheed, Raytheon, Grumman en Northrop. Vooral met Lockheed onderhield Khashoggi nauwe banden. In de periode 1970-1975 betaalde Lockheed 106 miljoen dollar commissie aan Khashoggi. Zijn commissiepercentage begon met 2,5% en steeg tot wel 15%. Khashoggi "werd in de praktijk een marketingtak van Lockheed. Adnan gaf niet alleen toegang maar verzorgde ook de strategie, constant advies en analyse", volgens Max Helzel, destijds vicepresident van internationale marketing bij Lockheed. Khashoggi's eerste vrouw begon in 1980 een rechtszaak tegen haar voormalige man waarin ze beweerde dat topmannen van Lockheed en andere bedrijven allerlei cadeautjes van Khashoggi hadden geaccepteerd, ter waarde van duizenden dollars, waaronder Zwitserse bankrekeningen en prostituees.
In de Iran-Contra-affaire speelde Khashoggi een belangrijke rol als tussenpersoon in de uitwisseling van wapens voor gijzelaars. Hij bleek geld voor deze wapenaankopen te hebben geleend van de Bank of Credit and Commerce International, met Amerikaanse en Saoedi-Arabische steun.
In 1987 haalde Khashoggi nog de voorpagina van het tijdschrift Time, maar niet lang daarna stortte zijn zakenimperium in elkaar. Zijn Amerikaanse bedrijf Triad America Corporation, dat een kantorencomplex ter waarde van 400 miljoen dollar in Salt Lake City had gebouwd, ging later dat jaar failliet. In 1988 werd Khashoggi gearresteerd in Zwitserland op verdenking van het verduisteren van geld. Hij zou Ferdinand en Imelda Marcos hebben geholpen om honderden miljoenen dollar uit de staatskas weg te sluizen voordat Marcos werd afgezet als president van de Filipijnen. Hij werd drie maanden vastgehouden in Zwitserland en daarna uitgeleverd naar de Verenigde Staten, waar hij op borgtocht vrijgelaten werd en vervolgens vrijgesproken werd. In 1990 werden Khashoggi en Imelda Marcos door een federale jury in New York vrijgesproken van onder meer fraude.

### Latere jaren
Anno 2012 woonde Khashoggi in Monaco. Als consultant maakt hij gebruik van zijn uitgebreide netwerk van connecties. Mogelijk trad hij nog steeds op als tussenpersoon voor de Amerikaanse regering. In 2003, kort voor de invasie van Irak, had hij een ontmoeting met Richard Perle.
Khashoggi werd geïnterviewd in de Amerikaanse documentaire The One Percent (2006).
Hij overleed in 2017 op 81-jarige leeftijd in St Thomas' Hospital in Londen.

## Levensstijl
Khashoggi stond tijdens zijn hoogtijdagen in de jaren 1980 bekend om zijn zeer uitbundige levensstijl. De Khashoggi's hadden destijds een van de grootste villacomplexen in Marbella in bezit, Baraka geheten. Hier werden grote feesten gehouden waar veel bekendheden op afkwamen, zoals filmsterren, politici en popzangers. Naast zijn complex in Marbella had Khashoggi woningen in onder meer Parijs, Cannes, Madrid en Monte Carlo. Zijn woning aan Fifth Avenue in New York bestond uit 16 appartementen die waren samengevoegd tot één groot appartement.
Hij was de eigenaar van een stal vol Arabische paarden en 200 exotische dieren, 100 limousines en een jacht ter waarde van 75 miljoen dollar. Dit jacht, de Nabila, werd gebouwd in 1980 en was destijds een van de grootste jachten ter wereld. Het werd gebruikt in de film Never Say Never Again en was de inspiratie voor het nummer "Khashoggi's Ship" van de rockband Queen. In 1988 verkocht hij het schip aan Hassanal Bolkiah, de sultan van Brunei. Die verkocht het weer op zijn beurt aan Donald Trump, die het in 1991 verkocht aan prins Al-Waleed bin Talal.
Een verjaardagsfeestje in Wenen in 1985 voor Khashoggi's oudste zoon was volgens de roddeljournalist Robin Leach "het meest uitbundige evenement ooit in de Europese geschiedenis". Toen hij in 1987 op de voorpagina van Time stond, schreef het tijdschrift dat hij op dat moment dagelijks 250.000 dollar uitgaf.

## Familie
Khashoggi trouwde in de jaren 1960 met de Britse Sandra Daly (Sandra Patricia Jarvis-Daly), die zich tot de islam bekeerde en de naam Soraya Khashoggi aannam. Ze kregen een dochter (Nabila) en vier zoons (Mohammed, Khalid, Hussein en Omar). Kort nadat Khashoggi van zijn eerste vrouw scheidde, werd nog een dochter geboren, Petrina Khashoggi. Een DNA-test in 1999 wees echter uit dat niet Khashoggi maar de Britse politicus Jonathan Aitken de vader is.
Zijn tweede vrouw, de Italiaanse Laura Biancolini, was 17 jaar oud toen ze trouwden. Ook zij bekeerde zich tot de islam en nam de naam Lamia Khashoggi aan. In 1980 kregen ze een zoon, Ali.
Adnan Khashoggi's zuster Samira Khashoggi was de vrouw van Mohamed Al-Fayed en moeder van Dodi Al-Fayed. Een andere zus, Soheir Khashoggi, is een bekende Arabische schrijfster.
Zijn neef Jamal Ahmad Khashoggi was journalist en werd vermoord door een Saoedisch moordcommando in 2018.

## Verder lezen
- Ronald Kessler. The Richest Man in the World: The Story of Adnan Khashoggi, Warner Books, New York, 1986